# Jagdstaffel 72
A Jagdstaffel 72, conhecida também por Jasta 72, foi um esquadra de aeronaves da Luftstreitkräfte, o braço aéreo das forças armadas alemãs durante a Primeira Guerra Mundial. O seu primeiro comandante, o experiente Karl Menckhoff, trouxe experiência valiosa da Jasta 3 e fez com que os seus pilotos seguissem o seu exemplo, tendo a esquadra abatido 58 aeronaves inimigas, perdendo no decorrer apenas dois homens.

## Aeronaves
- Fokker D.VII